# Arapari (distrito de Itapipoca)
Arapari é um distrito do município de Itapipoca, no estado do Ceará.

## História
Arapari teve sua colonização oficial em 13 de abril de 1744, com a concessão de uma sesmaria na Serra de Uruburetama ao sargento-mor Francisco Pinheiro do Lago, que, em seguida, a repassou para seu genro Jerônimo Guimarães de Freitas (fundador oficial de Itapipoca) e sua esposa Francisca Pinheira do Lago. Situada entre serras e o mar, foi chamada de São José de 1744 a 1823. Com sua emancipação política a 17 de outubro de 1823, passou a chamar-se Vila da Imperatriz.
Com a expansão da pecuária no ciclo do couro e da agricultura do algodão, esta ocupação intensifica-se e o local onde atualmente se localiza Itapipoca consolida-se como centro urbano no século XIX.
Em 30 de Dezembro de 1943, Imperatriz passou a denominar-se Arapari
Pela Lei Estadual N.° 6.447 de 29-07-1963 O Distrito de Arapari se desmembra de Itapipoca e é elevado à categoria de município
Pela Lei Estadual N.° 8.339 de 14-12-1963 O Município de Arapari é extinto e seu território é anexado ao Município de Itapipoca, como simples distrito.